# Povodni mož (Slovenska ljudska pravljica)
Povodni mož je slovenska ljudska pravljica s Tolminskega, ki jo je ilustriral Maksim Gaspari. Knjiga Povodni mož je bila prvič natisnjena leta 1956 v tiskarni Mladinska knjiga v Ljubljani, s ponatisoma leta 1970 in leta 1995. Glavna urednica zbirke je Irena Trenc-Frelih.                                              

## Obnova
Pravljica govori o dečku, ki se je rad kopal. Nekega dne se je zaradi narasle vode začel utapljati. V zadnjem trenutku ga je rešil povodni mož (po slovanskem verovanju so povodni možje zli, hudobni in hočejo človeka utopiti) in ga odpeljal v svoj grad na dnu vode. 
Povodni mož je dečku na vsak način želel ustreči in mu ponujal vse svoje bogastvo, vendar nič ni moglo nadomestiti dečkove družine.

## Analiza pravljice
Pripovedovalec: tretjeosebni ali avktorialni
Književni prostor: grad pod vodo
Književni čas: neznan
Književne osebe: • glavni osebi: deček, povodni mož • stranske osebe: oče, mati, brat, sestra
Motiv: motiv povodnega moža, motiv dečka, motiv družine, motiv dragocenosti, motiv vodne globine, motiv sreče, motiv revščine, motiv osamljenosti
Tema: Osamljeni povodni mož ugrabi revnega dečka
Ideja: Največje bogastvo človeka ni v materialnih dobrinah, temveč v družini, ki mu stoji ob strani.
Simbolika:
- hiša kot simbol družinske sreče
- zlato in biseri kot simbol materialnih dobrin
Okrasni pridevki: drobni deček, prostrano kraljestvo, lepi deček, prekrasni grad, svetlo srebro, drobni moj deček, najčistejše zlato, čarobni zlati zakladi, revna obleka
Pomanjševalnice: bratec, sestrica, mizica, igračka, posteljica, kotiček
Ljudsko število: 3 različne sobe (steklena, srebrna, zlata)

## Liki
Deček je ena izmed glavnih oseb v pravljici. Zaradi neposlušnosti oz. kršitve prepovedi se znajde v rokah negativca oz. škodljivca, ki skuša ugoditi vsem njegovim željam, da bi le ostal pri njemu. Deček kljub vsem darilom izbere dom. 
Povodni mož je druga glavna oseba v pravljici, ki sprva nastopi v vlogi negativca oz. škodljivca, saj dečka ugrabi, a se v zaključku le izkaže za junaka, ki dečka vrne nazaj k njegovi družini.
Suho zlato in biseri nastopijo kot sredstvo za odpravo revščine.
Hiša na začetku simbolizira revščino, v zaključku pa nastopi kot simbol družinske sreče.
Vodno kraljestvo povodnemu možu predstavlja vse bogastvo globin, obenem pa tudi osamljenost. 
Oče, mati, brat in sestra predstavljajo dečku varnost v obliki nematerialnega bogastva, ki mu pomeni vse, povodnemu možu pa tisto česar nima.

## Interpretacija dela
Interpretacija književnega dela po Vladimirju J. Proppu: 
Izhodiščna situacija pravljice je odhod dečka od doma, ki kljub prepovedi odide k vodi.
Nato se pojavi povodni mož, ki ima skozi pravljico več različnih funkcij. Prvič nastopi v vlogi škodljivca, ki dečka ugrabi. Drugič nastopi v vlogi preizkuševalca, saj poskuša z bogastvom dečka zvabiti, da bi za vedno ostal v njegovem kraljestvu. Tretjič v vlogi junaka, saj dečka ne utopi, temveč ga reši. Ko ga vrne njegovi družini in mu da še zlato in bisere se izkaže v vlogi darovalca.

## Motivno-tematske povezave
Motiv povodnega moža, vode, števila tri, bogastva, različnega socialnega statusa, družine, ljubezni, osvoboditve lahko zasledimo v slovenski in tuji literaturi.
- Podlaga Prešernovi baladi Povodni mož je bila pravljica Povodna pošast, ki je lahkomiselno dekle odvedla v vodo. Pri obeh besedilih gre za podobno vsebino- povodni mož ugrabi Urško, s katero za vedno izgineta v reko.

- Pravljica Povodni mož pri Votli peči govori o vodnem možu, ki je zvabil Brusnikovo hčer v svoj grad, se z njo poročil in imel tri otroke. Le-ta nekega dne  odide na obisk k svojim staršem in se ne vrne več. Otroke si med seboj razdelita.

- Francoska pravljica Povodni mož in lepa Ivanka govori o povodnem možu, ki na silo ugrabi lepo Ivanko in jo odpelje v svoj grad. Reši jo kraljevič, s katerim se dekle tudi poroči.

- Pravljica O povodnem možu govori o dveh bratih in sestri, ki jih povodni mož ugrabi. Kot njihov rešitelj se pojavi tretji brat.

## Izdaje
- Povodni mož: slovenska ljudska pravljica s Tolminskega. Ljubljana: Mladinska knjiga, 1955

- Povodni mož: slovenska ljudska pravljica (zvočni posnetek). Trst: Založništvo tržaškega tiska, 19??

- Slovenske ljudske pripovedi. Ljubljana: Mladinska knjiga, 1970

- Povodni mož: slovenska ljudska pravljica. Ljubljana: Mladinska knjiga, 1995